# Černá čísla
Černá čísla v účetnictví označují kladný hospodářský výsledek.
„Černá čísla“ jsou v účetnictví v protikladu k tzv. „červeným číslům“, která označují záporný hospodářský výsledek.

Linvisticky se jedná o tzv. kalk, který z angličtiny do češtiny přešel díky managerskému slangu. Anglické „to be in the black“ znamená „být v černých číslech“, tedy mít zisk.